# フルヴォイェ・ミリッチ
フルヴォイェ・ミリッチ（Hrvoje Milić, 1989年5月10日 – ）は、クロアチア・オシエク出身の元サッカー選手。現役時代のポジションはディフェンダー。

## 経歴

### クラブ

#### 初期
クロアチアのHNKハイデュク・スプリトのU19ユース部門で育成期間を過ごした。2008年3月8日に行われたダービー戦である対NKディナモ・ザグレブ戦にてプロデビューを果たした。しかし同クラブのトップチームに定着することは叶わず、2009年3月にスウェーデンのアルスヴェンスカン（スウェーデンサッカーリーグのトップディビジョン）に所属するユールゴーデンIFに移籍した。同クラブでは20歳にしてレギュラーポジションを掴み、1シーズンで30試合以上出場し、4得点4アシストする活躍をした。2011年7月には再び故郷のクロアチアのクラブであるNKイストラ1961にフリートランスファーで移籍した。イストラにおいては完全に主力となり、2シーズンで57試合出場し5得点をあげた。国内での活躍により2013年6月にはクロアチア代表に招集されている。

#### ロシアで初タイトル
2013年7月にロシアのFCロストフに350万ユーロの移籍金で移籍。最初のシーズンでは左のサイドバックというポジションながら4アシスト1得点しており、29試合の出場した。2年目のシーズンにおいてもレギュラーとして活躍し、2014年4月8日にはロシア・カップを制し、自身初となるクラブタイトルを獲得した。

#### 再びハイデュクに
2015年8月に古巣のハイデュク・スプリトに復帰することが決まり、3年契約にサインした。同月の20日に行われたUEFAヨーロッパリーグの対FCスロヴァン・リベレツ戦においてヨーロッパカップ戦デビューを果たす。このシーズンは28試合に出場し1得点をあげた。

#### フィオレンティーナ
2016年8月16日にACFフィオレンティーナに完全移籍することが同クラブ公式サイトにより発表された。

#### オリンピアコス
2017年7月22日、ギリシャのオリンピアコスFCに移籍した。

#### ナポリ
2018年2月23日、SSCナポリに移籍した。

#### クロトーネ
2019年1月31日、FCクロトーネに移籍した。

#### エステグラル
2019年8月19日、イランのエステグラルFCに2年契約で移籍した。

### 代表
2013年6月10日に行われた国際親善試合の対ポルトガル代表戦において代表デビューする。2014年9月9日にUEFA EURO 2016予選のクロアチア代表に招集され6試合出場した。

## タイトル

### クラブ
FCロストフ
- ロシア・カップ : 2013-2014